# Eddie Johnson (baloncestista)
Edward Arnet "Eddie" Johnson (Chicago, Illinois, 1 de mayo de 1959) es un exjugador de baloncesto estadounidense que disputó 17 temporadas en la NBA, además de una temporada en la liga griega. Con 2,01 metros de estatura, jugaba en la posición de escolta.

## Trayectoria deportiva

### Universidad
Jugó durante 4 temporadas con los Fighting Illini de la Universidad de Illinois, con los que promedió 14,0 puntos y 6,9 rebotes por partido.

### Profesional
Fue elegido en la segunda ronda del Draft de la NBA de 1981, en el puesto 29, por Kansas City Kings, con los que jugó durante 6 temporadas, las dos últimas ya con el equipo en Sacramento, donde mantuvo unos promedios que rondaron siempre los 20 puntos por partido. En la temporada 1987-88 fue traspasado a Phoenix Suns. Allí mantuvo sus buenos números en las tres temporadas y media que jugó, y fue elegido Mejor Sexto Hombre de la NBA en 1989, antes de ser traspasado nuevamente, esta vez a Seattle Supersonics.
Dos años más tarde recaló en Charlotte Hornets, donde tras una aceptable campaña decidió probar suerte en el baloncesto europeo, fichando por el Olimpiakos de la liga griega. En una única temporada fue campeón de liga y subcampeón de la Euroliga, perdiendo en la final ante el Real Madrid. Promedió  21,1 puntos en 25 partidos.
Tras la experiencia europea regresó a la NBA, concretamente a Indiana Pacers, para acabar su carrera con 39 años en Houston Rockets. En sus 17 temporadas promedió 16,0 puntos y 4,0 rebotes por partido.

## Estadísticas de su carrera en la NBA

### Temporada regular
| Año     | Equipo      | PJ    | PT  | MPP  | %TC  | %3P  | %TL  | RPP | APP | ROB | TPP | PPP  |
| ------- | ----------- | ----- | --- | ---- | ---- | ---- | ---- | --- | --- | --- | --- | ---- |
| 1981-82 | Kansas City | 74    | 27  | 20.5 | .459 | .091 | .664 | 4.4 | 1.5 | .7  | .2  | 9.3  |
| 1982-83 | Kansas City | 82    | 82  | 35.8 | .494 | .282 | .779 | 6.1 | 2.6 | .9  | .2  | 19.8 |
| 1983-84 | Kansas City | 82    | 82  | 35.6 | .485 | .313 | .810 | 5.5 | 3.6 | .9  | .3  | 21.9 |
| 1984-85 | Kansas City | 82    | 81  | 36.9 | .491 | .241 | .871 | 5.0 | 3.3 | 1.0 | .3  | 22.9 |
| 1985-86 | Sacramento  | 82    | 30  | 30.7 | .475 | .200 | .816 | 5.1 | 2.6 | .7  | .2  | 18.7 |
| 1986-87 | Sacramento  | 81    | 30  | 30.3 | .463 | .314 | .829 | 4.4 | 3.1 | .5  | .2  | 18.7 |
| 1987-88 | Phoenix     | 73    | 59  | 29.8 | .480 | .255 | .850 | 4.4 | 2.5 | .5  | .1  | 17.7 |
| 1988-89 | Phoenix     | 70    | 7   | 29.2 | .497 | .413 | .868 | 4.4 | 2.3 | .7  | .1  | 21.5 |
| 1989-90 | Phoenix     | 64    | 4   | 28.3 | .453 | .380 | .917 | 3.8 | 1.7 | .5  | .2  | 16.9 |
| 1990-91 | Phoenix     | 15    | 0   | 20.8 | .473 | .286 | .724 | 3.1 | 1.1 | .6  | .1  | 13.5 |
| 1990-91 | Seattle     | 66    | 27  | 26.9 | .486 | .333 | .912 | 3.4 | 1.4 | .7  | .1  | 17.4 |
| 1991-92 | Seattle     | 81    | 19  | 29.2 | .459 | .252 | .861 | 3.6 | 2.0 | .7  | .1  | 17.1 |
| 1992-93 | Seattle     | 82    | 0   | 22.8 | .467 | .304 | .911 | 3.3 | 1.6 | .4  | .0  | 14.4 |
| 1993-94 | Charlotte   | 73    | 27  | 20.0 | .459 | .393 | .780 | 3.1 | 1.7 | .5  | .1  | 11.5 |
| 1995-96 | Indiana     | 62    | 1   | 16.2 | .413 | .352 | .886 | 2.5 | 1.1 | .3  | .1  | 7.7  |
| 1996-97 | Indiana     | 28    | 0   | 10.9 | .434 | .321 | .741 | 1.4 | .6  | .2  | .0  | 5.3  |
| 1996-97 | Houston     | 24    | 2   | 25.3 | .447 | .388 | .854 | 4.1 | 1.5 | .4  | .0  | 11.5 |
| 1997-98 | Houston     | 75    | 1   | 19.9 | .417 | .333 | .831 | 2.0 | 1.2 | .4  | .0  | 8.4  |
| 1998-99 | Houston     | 3     | 0   | 6.0  | .462 | .000 | —    | .7  | .3  | .0  | .0  | 4.0  |
| Total   | Total       | 1,199 | 479 | 27.2 | .472 | .335 | .840 | 4.0 | 2.1 | .6  | .2  | 16.0 |

### Playoffs
| Año   | Equipo      | PJ | PT | MPP  | %TC  | %3P  | %TL   | RPP | APP | ROB | TPP | PPP  |
| ----- | ----------- | -- | -- | ---- | ---- | ---- | ----- | --- | --- | --- | --- | ---- |
| 1984  | Kansas City | 3  | —  | 35.7 | .438 | .400 | 1.000 | 3.3 | 4.0 | 1.0 | .3  | 17.0 |
| 1986  | Sacramento  | 3  | 1  | 32.0 | .436 | .000 | .889  | 7.0 | 1.3 | 1.0 | .3  | 18.7 |
| 1989  | Phoenix     | 12 | 0  | 32.7 | .413 | .342 | .769  | 7.3 | 2.1 | 1.0 | .2  | 17.8 |
| 1990  | Phoenix     | 16 | 0  | 21.1 | .450 | .395 | .787  | 3.6 | 1.1 | .6  | .3  | 12.3 |
| 1991  | Seattle     | 5  | 5  | 34.2 | .517 | .267 | .828  | 4.2 | 1.4 | 1.4 | .2  | 24.0 |
| 1992  | Seattle     | 9  | 0  | 27.4 | .474 | .182 | .941  | 3.0 | .9  | .3  | .3  | 18.4 |
| 1993  | Seattle     | 19 | 0  | 20.1 | .390 | .333 | .935  | 2.4 | .9  | .2  | .1  | 10.8 |
| 1996  | Indiana     | 1  | 0  | 9.0  | .000 | .000 |       | .0  | 1.0 | .0  | .0  | .0   |
| 1997  | Houston     | 16 | 0  | 17.8 | .410 | .298 | .958  | 2.3 | .6  | .3  | .0  | 8.3  |
| 1998  | Houston     | 5  | 0  | 17.8 | .333 | .300 | .875  | 1.6 | .2  | .0  | .0  | 5.6  |
| Total | Total       | 89 | 6  | 23.8 | .429 | .310 | .864  | 3.5 | 1.1 | .5  | .1  | 13.1 |